# Via del Babuino

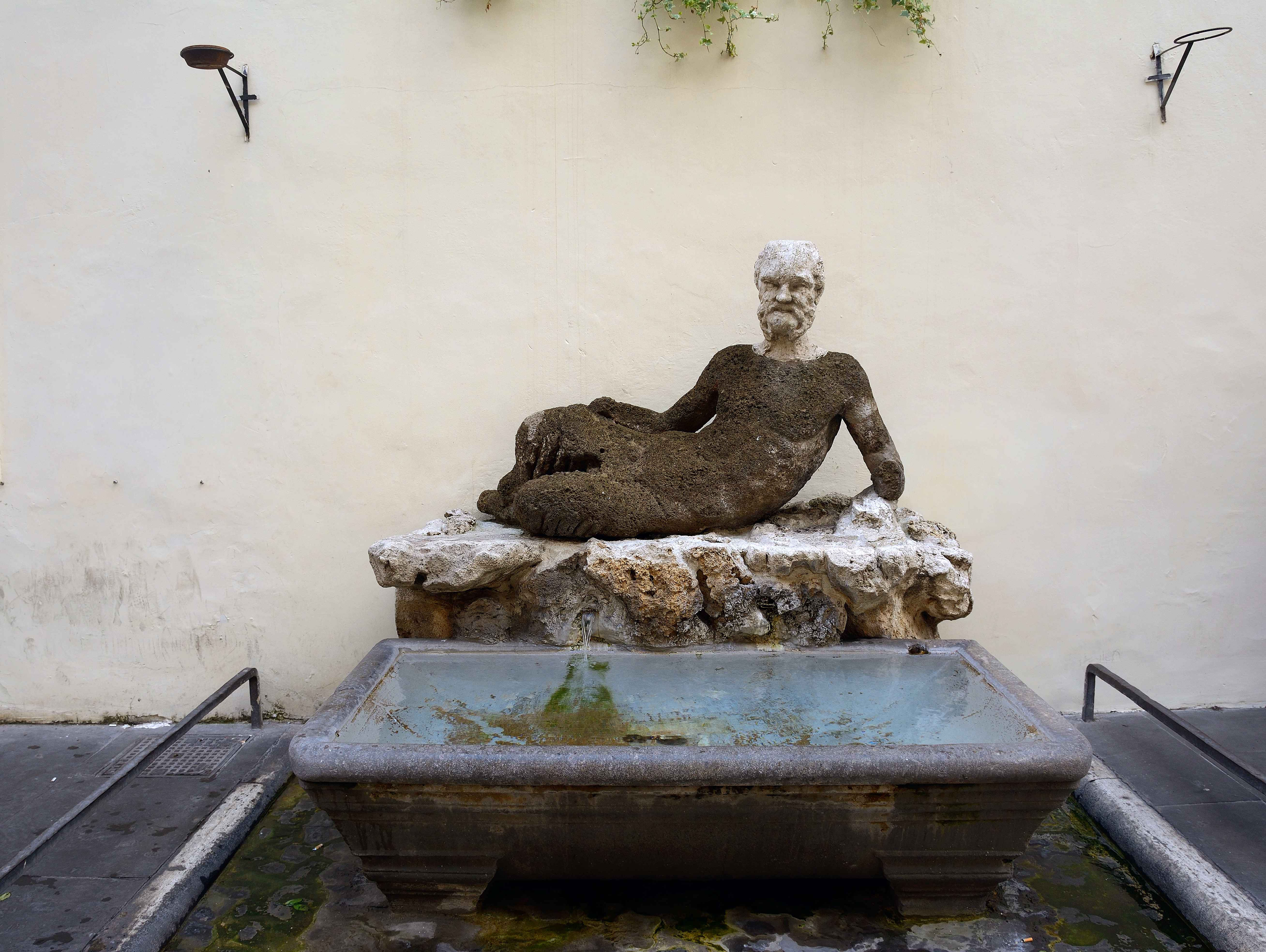
La fuente del "babuino", que da nombre a la calle.

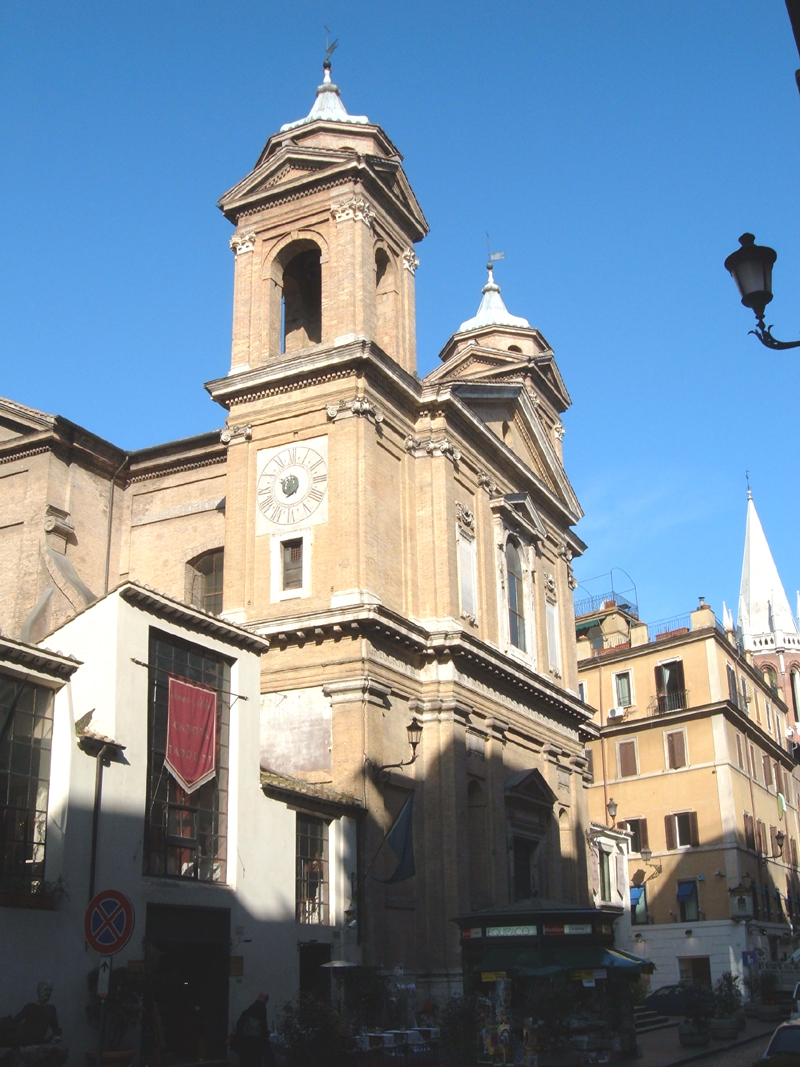
La chiesa di Sant'Atanasio.

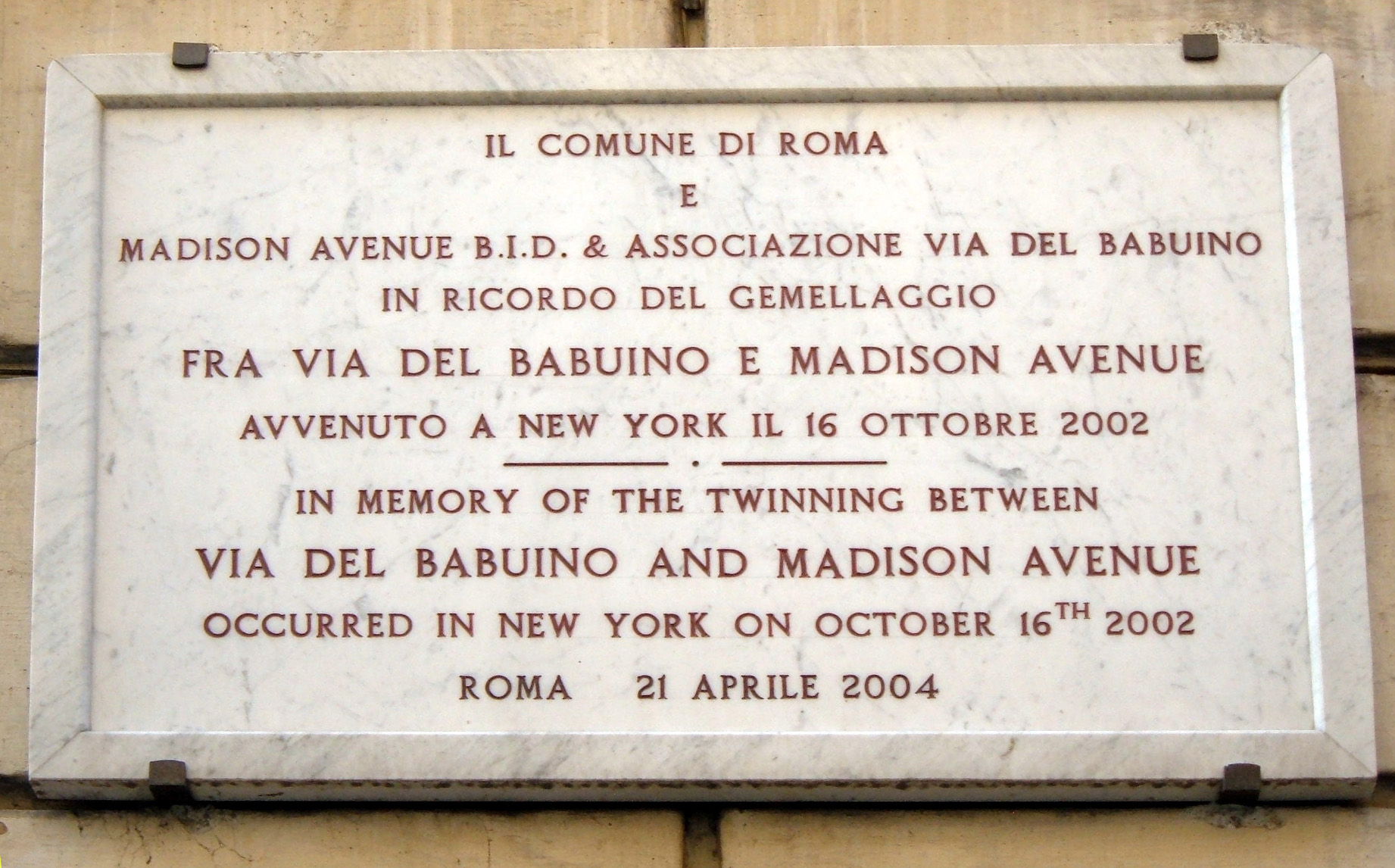
Placa del hermanamiento entre la Via del Babuino y la Madison Avenue de Nueva York.

La Via del Babuino es una calle del centro de Roma, Italia, en el rione Campo Marzio, que une la Piazza del Popolo con la Piazza di Spagna. Es una de las tres calles conocidas como el Tridente.

## Historia
La calle, que existe desde antes del siglo XIV, tenía dos nombres: Via dell’Orto di Napoli y Via del Cavalletto. En 1525, gracias a las obras ordenadas por el papa Clemente VII, la calle recibe una nueva apariencia y un nuevo nombre: Via Clementina, en honor a su artífice. Se convirtió posteriormente en Via Paolina, porque aquí intervino Pablo III en 1540. En 1571, bajo órdenes de Pío V, se instaló una nueva fuente para uso de los ciudadanos, y para ella se colocó la estatua de Sileno, divinidad clásica relacionada con las fuentes. Pronto, la estatua se hizo famosa entre los habitantes del rione por su fealdad, a tal punto de comparar la figura con un mono: así nació er babuino, que se convirtió con el tiempo en el nombre de la calle. Paralela a la Via del Babuino discurre la Via Margutta, que nació como calle de servicio en la parte trasera de los palacios de la Via del Babuino.
Hay una placa que recuerda el hermanamiento firmado el 16 de octubre de 2002 entre la Via del Babuino y la Madison Avenue de Nueva York.

## Habitantes ilustres[1]
- Salvator Rosa y Nicolas Poussin, en torno al 1639;
- Franz Liszt, en el número 89, y Madame Récamier en el 65, donde había habitado Salvator Rosa;
- En el número 79, Giuseppe Valadier se construyó la casa donde habitó y murió (cerca de sus obras de Piazza del Popolo y del Pincio);
- En tiempos más recientes han vivido en esta calle, entre otros, Leonida Repaci, Elsa Morante, Maria Luisa Spaziani, Elémire Zolla, y Adele Cambria.

## Monumentos
Recorriendo la calle desde la Piazza del Popolo hacia la Piazza di Spagna se encuentran los siguientes monumentos de interés histórico:
- Palazzo Nainer (siglo XIX)
- Palazzo Hotel de Russie (siglo XIX)
- Palazzo Emiliani (1879)
- Palazzo Boncompagni Sterbini (siglo XVIII)
- All Saints Church, iglesia anglicana de Roma
- Palazzo Boncompagni Cerasi (siglo XVII)
- Chiesa di Sant'Atanasio
- Fontana del Babuino
- Pontificio collegio greco (siglo XVIII)
- Palazzo Valadier (siglo XVIII)
- Palazzetto Raffaelli (siglo XVIII)
- Palazzo Saulini (siglo XVIII)
- Palazzo Righetti (siglo XIX)

## Transporte
La calle está cerca de las estaciones Flaminio y Spagna de la Línea A del Metro de Roma.